# Moravský meč
Moravský meč, častěji hejtmanský meč byl odznakem úřadu moravských zemských hejtmanů a používal se při zasedáních moravského zemského sněmu a různých ceremoniích.

## Symbolika a funkce

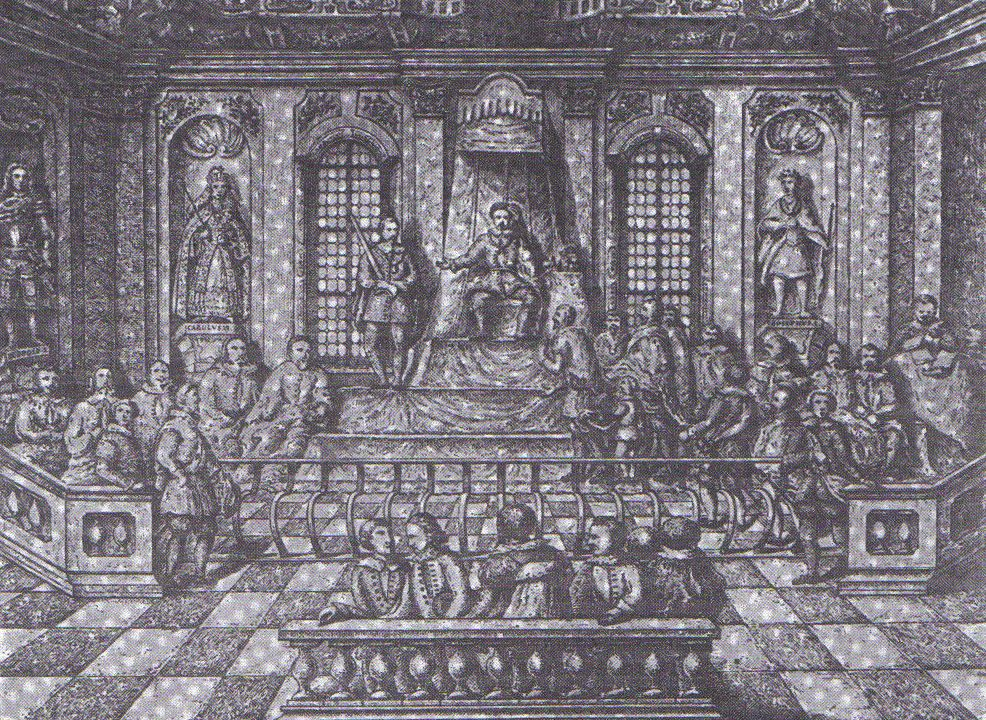
Zemský hejtman předsedá moravskému zemskému soudu a vedle něj stojící osoba drží hejtmanský meč (ilustrace Knihy tovačovské z 19. stol.)

Ceremoniální hejtmanský meč nese symboly panovníka, moravské země, personifikované Spravedlnosti a svého nositele. Symbolizoval moc soudní a vojenskou na Moravě.
Použití hejtmanského meče popsal už na konci 15. století Ctibor Tovačovský z Cimburka v tzv. Knize tovačovské, která je soupisem moravského zvykového práva. Podle popisu, za přítomnosti panovníka (markraběte, krále, či císaře) na sněmu či soudu  pověřený šlechtic držel hejtmanský meč špičkou dolů. Pokud byl panovník zasedání nepřítomen, seděl na jeho místě zemský hejtman a pověřený šlechtic držel hejtmanský meč špičkou vzhůru.
Poté, co bylo vydáno Obnovené zřízení zemské (1628) a zřízen moravský královský tribunál v Brně (1636) význam moravských stavovských institucí poklesl, avšak symbolický význam hejtmanského meče jako odznaku moci zástupce panovníka byl i nadále zachován. Hejtmanský meč se pravděpodobně přestal používat v době josefínských reforem na konci 18. století, kdy funkce zemských institucí převzal centralizovaný stát.

## Známé hejtmanské meče
V současné době jsou známy dva dochované meče a jeden meč je znám z vyobrazení.

### Meč hraběte z Rottalu

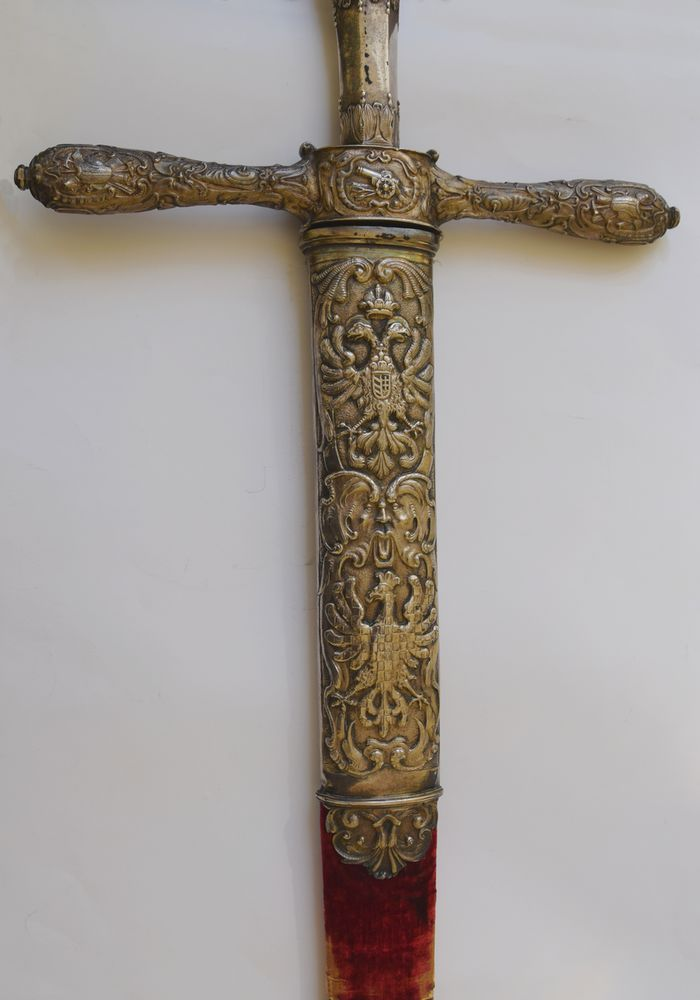
Detail hejtmanského meče hraběte Jana z Rottalu

Nejstarší známý dochovaný meč byl vyhotoven pro hejtmana hraběte Jana z Rottalu v roce 1650. Má ocelovou čepel se zlatým zdobením. Na stříbrném jílci meče je vyobrazena Spravedlnost jako symbol soudní moci a zbraně jako symbol moci vojenské. Pochva meče je zdobená stříbrným kováním s říšskou a moravskou orlicí, erbem Rottalů a hesly PIETATE ET IUSTITIA (Zbožně a spravedlivě) a PRO REGE ET GREGE (Pro krále a lid). Na kování je také uvedeno jméno hraběte z Rottalu, výčet jeho titulů, úřadů (mj. Capitane et Generalis Bellicis Commissarius in Marchgravio Moraviae) a majetků (k počátku roku 1650). Hrabě Jan z Rottalu byl zemským hejtmanem v letech 1648–1655. Poté, co rod Rottalů vymřel po meči, se hejtmanský meč dědil v ženské linii majitelů holešovského zámku. Od roku 1954 meč opatruje Městské muzeum a galerie v Holešově, toho času na holešovském zámku.

### Meč hraběte z Kolovrat

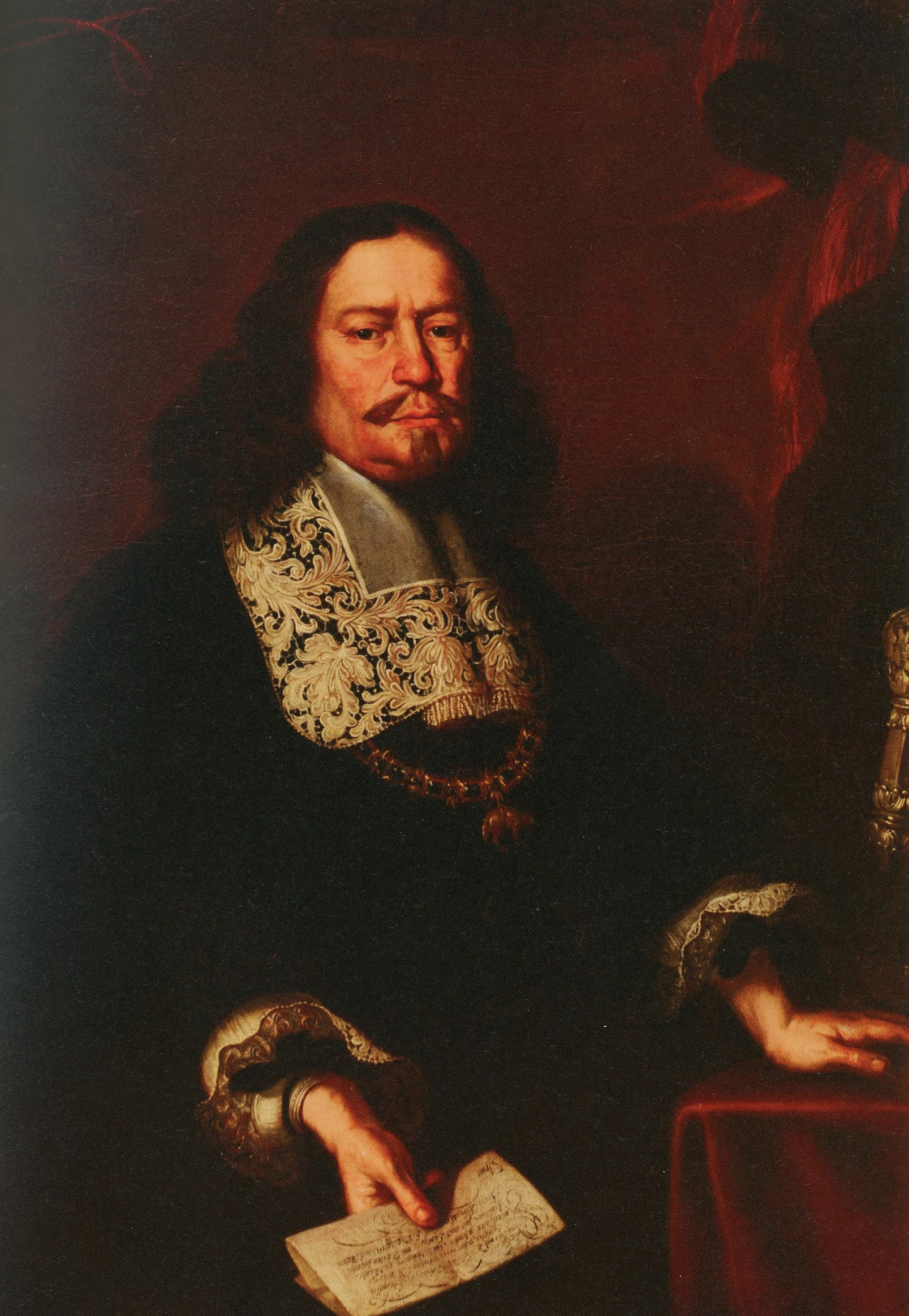
Portrét hraběte z Kolovrat; u jeho levé ruky vyobrazen jílec hejtmanského meče

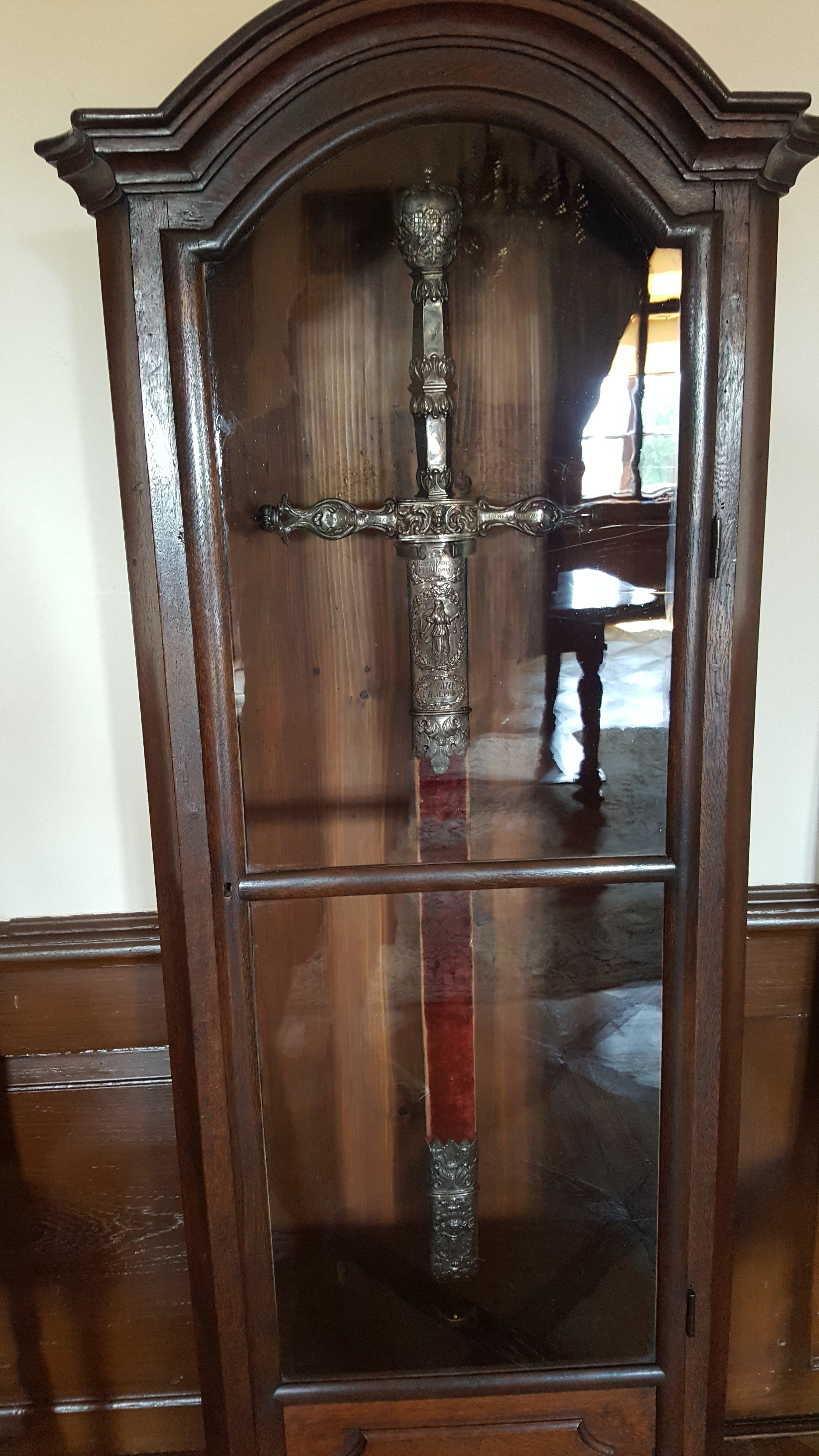
Hejtmanský meč Františka Karla z Kolovrat

Další dochovaný meč patřil moravskému zemskému hejtmanovi hraběti Františku Karlovi Libštejnskému z Kolovrat. Byl vyroben pravděpodobně v roce 1667, kdy byl hrabě císařem Leopoldem I. jmenován moravským zemským hejtmanem. Meč váží 2,7 kg a má ocelovou zlacenou čepel. Hlavice jílce je zdobený říšskou orlicí a z druhé strany moravskou orlicí. Záštita nese z jedné strany nápis Pro Deo Rege et Patria a z druhé strany jméno hraběte.
Na lícní straně pochvy i meče je znázorněna postava Spravedlnosti a nápisy Recte iudicate filii hominum a seCVnDVM IVra LegIs (číselná hodnota velkých písmen je 1667), na rubové straně je znázorněn erb Kolovratů a nápisy Moraviae Capitaneus a VoLente aVgVstIssIMo LeopoLDo (velká písmena opět skrývají datum 1667). 
Od smrti majitele je meč uložen na zámku v Rychnově nad Kněžnou; byl zapůjčen na výstavu o historii Moravy konané v roce 2009 a na výstavu Poklady Moravy konané v letech 2010–2011 v Praze. Uvažovalo se o odkoupení tohoto meče Jihomoravským krajem resp. o výrobě repliky a stálém vystavování např. na hradě Veveří. Ze všech těchto plánů nakonec sešlo. Od roku 2011 je na rychnovském zámku vystavován v dřevěné skříňce pravděpodobně z 19. století.

### Meč hraběte z Kounic

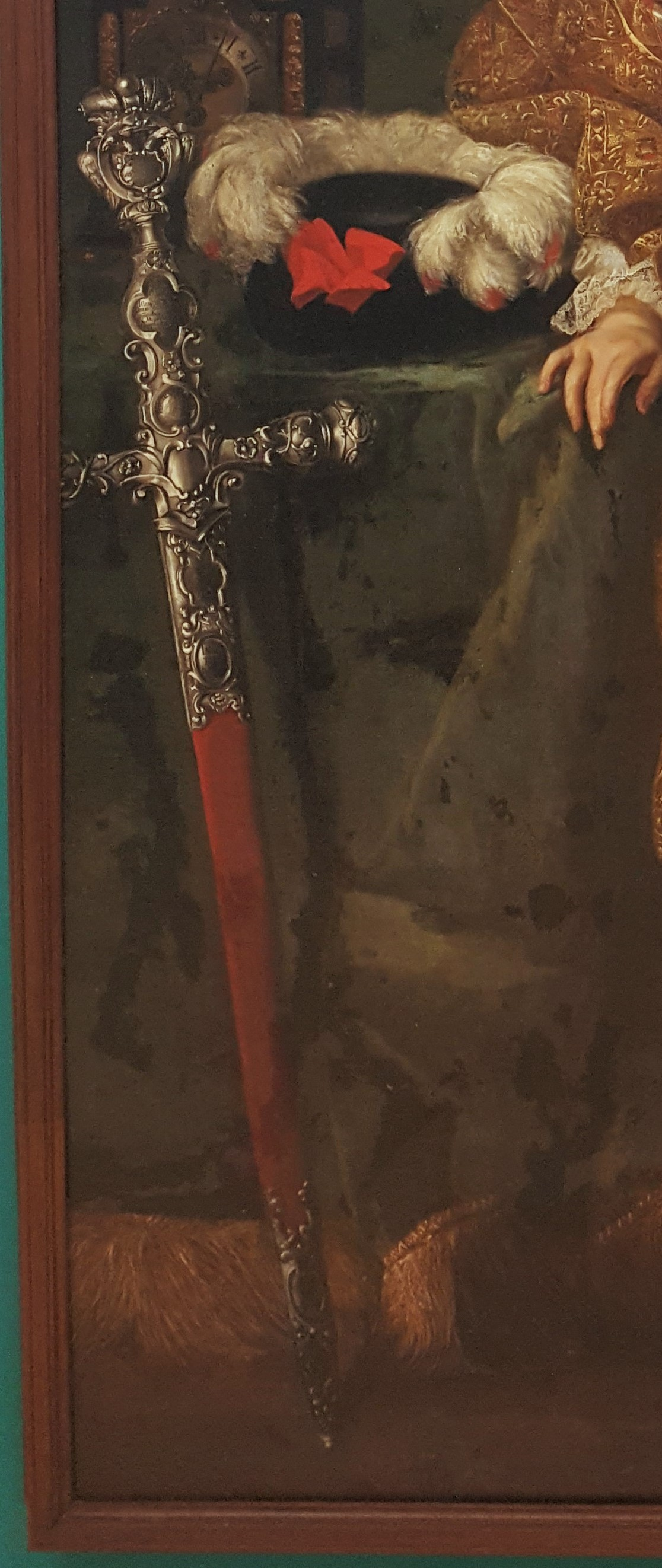
Hejtmanský meč hraběte z Kounic. Detail portrétu hraběte na zámku Slavkov.

Hejtmanský meč hraběte Maxmiliána Oldřicha z Kounic (hejtmanem v letech 1720–1746) je znám pouze z portrétu hraběte, který je uchován na zámku ve Slavkově u Brna. Vzhledově odpovídá starším dvěma mečům (pochva potažená červeným suknem, stříbrné kování).